# Alcis irrufata
Alcis irrufata is een vlinder uit de familie van de spanners (Geometridae). De wetenschappelijke naam van de soort is voor het eerst geldig gepubliceerd in 1906 door William Warren.
De vlinder werd verzameld door Albert Stewart Meek in Brits-Nieuw-Guinea in de periode 1904-1905.